# Caterpillar Burnie International 2023
Il Caterpillar Burnie International 2023 è stato un torneo maschile e femminile di tennis professionistico. È stata la 18ª edizione del torneo maschile, facente parte della categoria Challenger 75 nell'ambito dell'ATP Challenger Tour 2023, con un montepremi di 80000 $. È stata la 12ª edizione del torneo femminile, facente parte della categoria W60 nell'ambito dell'ITF Women's World Tennis Tour 2023, con un montepremi di 60000 $. Si è svolta dal 30 gennaio al 5 febbraio 2023 sui campi in cemento del Burnie Tennis Club di Burnie, in Australia.

## Torneo maschile

### Teste di serie
| Nazionalità | Giocatore         | Ranking* | Testa di serie |
| ----------- | ----------------- | -------- | -------------- |
| Australia   | James Duckworth   | 156      | 1              |
| Australia   | Rinky Hijikata    | 169      | 2              |
| Australia   | Max Purcell       | 205      | 3              |
| Giappone    | Rio Noguchi       | 208      | 4              |
| Australia   | Omar Jasika       | 226      | 5              |
| Australia   | Dane Sweeny       | 246      | 6              |
| Giappone    | Hiroki Moriya     | 275      | 7              |
| Giappone    | Yasutaka Uchiyama | 302      | 8              |

* Ranking al 16 gennaio 2023.

### Altri partecipanti
I seguenti giocatori hanno ricevuto una wild card per il tabellone principale:
- Alex Bolt
- Blake Ellis
- Jeremy Jin

I seguenti giocatori sono passati dalle qualificazioni:
- Charlie Camus
- Jake Delaney
- Matthew Romios
- Daisuke Sumizawa
- Yusuke Takahashi
- Brandon Walkin

## Torneo femminile

### Teste di serie
| Nazionalità | Giocatrice       | Ranking* | Testa di serie |
| ----------- | ---------------- | -------- | -------------- |
| Australia   | Jaimee Fourlis   | 160      | 1              |
| Australia   | Kimberly Birrell | 166      | 2              |
| Australia   | Priscilla Hon    | 169      | 3              |
| Giappone    | Mai Hontama      | 195      | 4              |
| Australia   | Olivia Gadecki   | 200      | 5              |
| Australia   | Storm Hunter     | 227      | 6              |
| Australia   | Lizette Cabrera  | 263      | 7              |
| Giappone    | Himeno Sakatsume | 282      | 8              |

* Ranking al 9 gennaio 2023.

### Altre partecipanti
Le seguenti giocatrici hanno ricevuto una wildcard per il tabellone principale:
- Elysia Bolton
- Storm Hunter
- Alexandra Osborne
- Tina Nadine Smith

Le seguenti giocatrici sono passate dalle qualificazioni:
- Roopa Bains
- Yaroslava Bartashevich
- Nikola Daubnerova
- Eri Hozumi
- Renata Jamrichova
- Milan Krish
- Elena Micic
- Ella Seidel

## Punti e montepremi

### Torneo maschile
| Torneo    | Torneo              | V      | F     | SF    | QF    | 2T    | 1T  | Q | Q2  | Q1  |
| Singolare | Punti               | 75     | 50    | 30    | 16    | 7     | 0   | 4 | 2   | 0   |
| Singolare | Premi in denaro ($) | 10 840 | 6 355 | 3 780 | 2 200 | 1 300 | 780 | – | 390 | 200 |
| Doppio    | Punti               | 75     | 50    | 30    | 16    | –     | 0   | – | –   | –   |
| Doppio    | Premi in denaro ($) | 4 645  | 2 700 | 1 630 | 965   | –     | 545 | – | –   | –   |

## Campioni

### Singolare maschile
Rinky Hijikata ha sconfitto in finale  James Duckworth con il punteggio di 6–3, 6–3.

### Singolare femminile
Storm Hunter ha sconfitto in finale  Olivia Gadecki con il punteggio di 6–4, 6–3.

### Doppio maschile
Marc Polmans /  Max Purcell hanno sconfitto in finale  Luke Saville /  Tristan Schoolkate con il punteggio di 7–6(4), 6–4.

### Doppio femminile
Mai Hontama /  Eri Hozumi hanno sconfitto in finale  Arina Rodionova /  Ena Shibahara con il punteggio di 4–6, 6–3, [10–6].